# Kevin Von Erich
Kevin Ross Adkisson, född 15 maj 1957 är en pensionerad fribrottare som tävlade under namnet  Kevin Von Erich. Han hörde till Von Erich-familjen. Han är Fritz Von Erichs ende överlevande son. Han hade fyra bröder, David, Kerry, Mike och Chris, som också höll på med fribrottning, men som dog unga. Hans äldsta bror Jack, Jr., dog redan 1959. 
Kevin är efter sin bror Kerry Von Erich den mest kände inom Von Erich-familjen.